# 座位安全帶

儀錶板未繫安全帶警示燈號

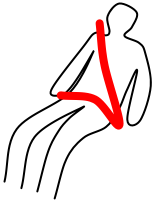
三點式的安全帶

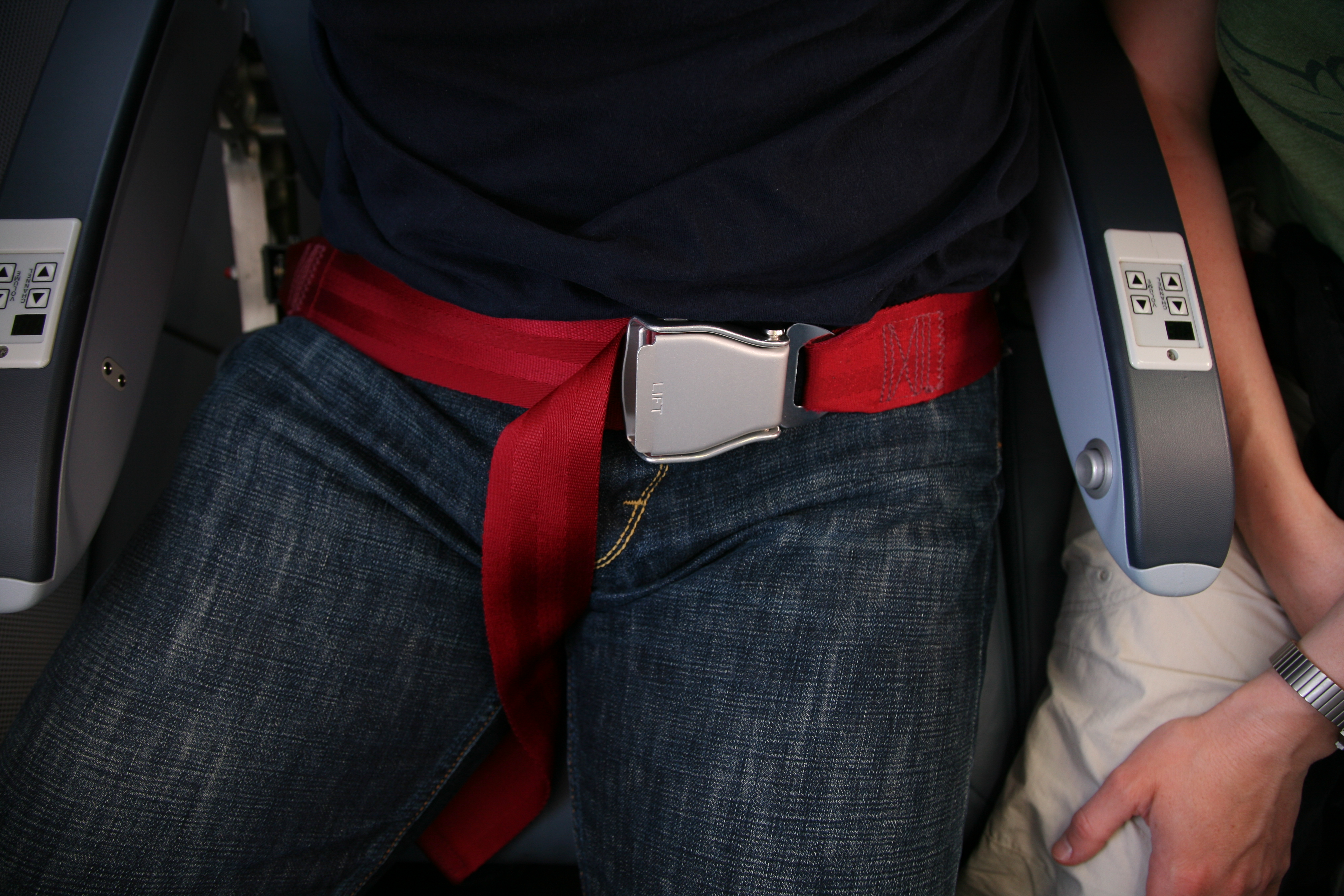
飛機上兩點的安全帶

座位安全帶，簡稱安全帶，是一種交通工具上的主動式安全裝備，旨在保護車輛駕駛員或乘客免受碰撞或突然停車期間可能導致的有害運動。安全帶可以減少交通事故中死亡或嚴重受傷的可能性，方法是減少內部撞擊危險的二次衝擊力，保持乘員正確的位置以使安全氣囊（如果配備）發揮最大作用，並防止乘員從車內彈出，還會與安全氣囊連動成為車輛的被動安全系統。 。

## 歷史
- 1885年，Edward J. Claghorn在紐約申請了美國首個安全帶的專利（編號312 085）。
- 1958年，瑞典富豪汽車工程師Nils Bohlin發明了三點式安全帶，首次安裝在量产车輛──沃尔沃亚马逊上。[1]

## 種類
- 腿帶：常見於飛機和巴士。
- 肩帶
- 二點式：即腿帶。
- 三點式：腿帶、肩帶兼用，在汽車上最常見的款式，能防止乘客向前撞和左右移動位置。
- 四點式：主要用於賽車，兩肩各有一帶穿過，中間（約肚臍的位置）用一組扣環將兩帶結合。
- 五點式：用於賽車、兒童安全座椅，一條帶穿過雙腿；兩肩各有一帶穿過。
- 六點式：兒童安全座位與賽車，肩膀兩條、側腹兩條、胯下兩條。

兒童可使用加高座椅以配合安全帶的高度。

## 汽車三點式安全帶之工作原理
三點式安全帶是汽車上非常重要的被动式安全裝置，其作用原理是偵測織帶被拉出來的加速度以鎖定織帶。假如織帶被拉出來的加速度過高，轉軸的轉速太快使得加速度偵測器感受到的離心力大於彈簧對卡榫的拉力，此時卡榫被甩出，使得轉軸被卡死而織帶無法繼續被抽出。反之，只要將織帶放鬆，卡榫會被彈簧拉回，轉軸也會被釋放，安全帶便放鬆了。
現今的汽車三點式安全帶設定鎖定的條件大致為：
1. 織帶被拉出來的加速度大於0.8G。
2. 汽車側傾超過15度（欧洲标准为12度）
3. 汽车减速度达到0.45G（美国标准为0.3g）时

大多數小型車的三點式安全帶一端安裝在車的B柱（前座）或C柱（後座），早期的高度為固定無法調整，造成身高較矮的乘客繫安全帶時的困擾，現今越來越多車款改用高低可調式安全帶。另外少部份車款曾配備自動上肩式安全帶，安全帶會沿著A柱內側邊的滑軌在關門後自動滑到B柱並固定。

## 安全效果
非常早期的車輛沒有安全帶，由於車體安全結構的概念還沒形成，人們認為甩飛出去比在壓扁的鐵罐車體內好，但後來許多案例後發現，車禍者并不能有效通过抛出生还。而常常是因為軀幹卡在車門，或是距離車輛殘骸過近，被自己駕駛的車所壓過而遭受伤害；於是改變了安全觀念，認為固定在車內才是有效的生存要件，透過潰縮結構和強固結構組合，來保障車室空間並吸收外部衝擊，另外，安全帶絕對只能一人使用，不可多人共用。現代的車輛雖然能減少碰撞的結構變形，但若不繫安全帶，汽車撞擊時可能使乘員：
- 撞上車中的硬物，即使是安全氣囊，基於慣性原理，瞬間碰撞的撞擊力甚大。
- 甩飛出車外。按照不同的碰撞狀態，對乘員死亡率的影響不能確定。
- 根據東京大學的研究，若後座乘客繫安全帶能降低前座者的八成死亡率，因為汽車撞擊時，沒繫安全帶的後座乘客會撞向前座背後。[2]
- 根據日本運輸省的統計，沒使用加高座椅的兒童的死亡率是有使用者的八倍。[3]

## 法律
大多數國家和地区均規定前座乘客必須繫安全帶。

### 亞洲地區

#### 香港
- 1983年，私家車及的士前座乘客必須繫上安全帶，實施日期以後登記的私家車及的士亦須於前座裝設安全帶。[4]
- 1996年6月1日，私家車後座乘客必須繫上安全帶，實施日期以後登記的私家車亦須於所有座椅裝設安全帶。[4]
- 2001年1月1日，的士座位如果設有安全帶，乘客必須繫安全帶，實施日期以後登記的的士亦須於所有座椅裝設安全帶。[4]
- 2004年8月1日，乘客乘坐公共小巴必須繫上在車上設有的安全帶，實施日期以後登記的公共小巴亦須裝設安全帶。[4]
- 小童必須使用加高座椅[4]
- 自2003年起新的巴士所有乘客上層第一排座椅及較危險的座位（如：對頭座椅向前的座位及尾排面向通道走廊的座位）也裝設安全帶，而在2019年4月起登記的巴士擴展至所有座椅，但乘客是否繫上安全帶均屬自願性質。[5]

#### 新加坡
- 驾驶者与前後座乘客都必须系上安全带。八岁以下的孩童，不论坐在前座或后座，都必须使用孩童安全椅。所有在1993年1月1日之后注册的汽车，都必须安装后座安全带。

#### 台湾
- 2001年起汽車前座乘客必須全程繫安全帶。在之前只規定行駛於高速公路及快速道路才需要繫安全帶。
- 2012年起無論在中華民國任何道路上，前後座皆要繫安全帶。違者罰新台幣1500元以上（平面道路及一般省道1500元，快速公路及高速公路3000～6000元）[6]。營業大客車或計程車駕駛人已盡告知義務或已在座位貼有標示提醒，乘客仍未繫安全帶時，處罰該乘客。

#### 中国大陆

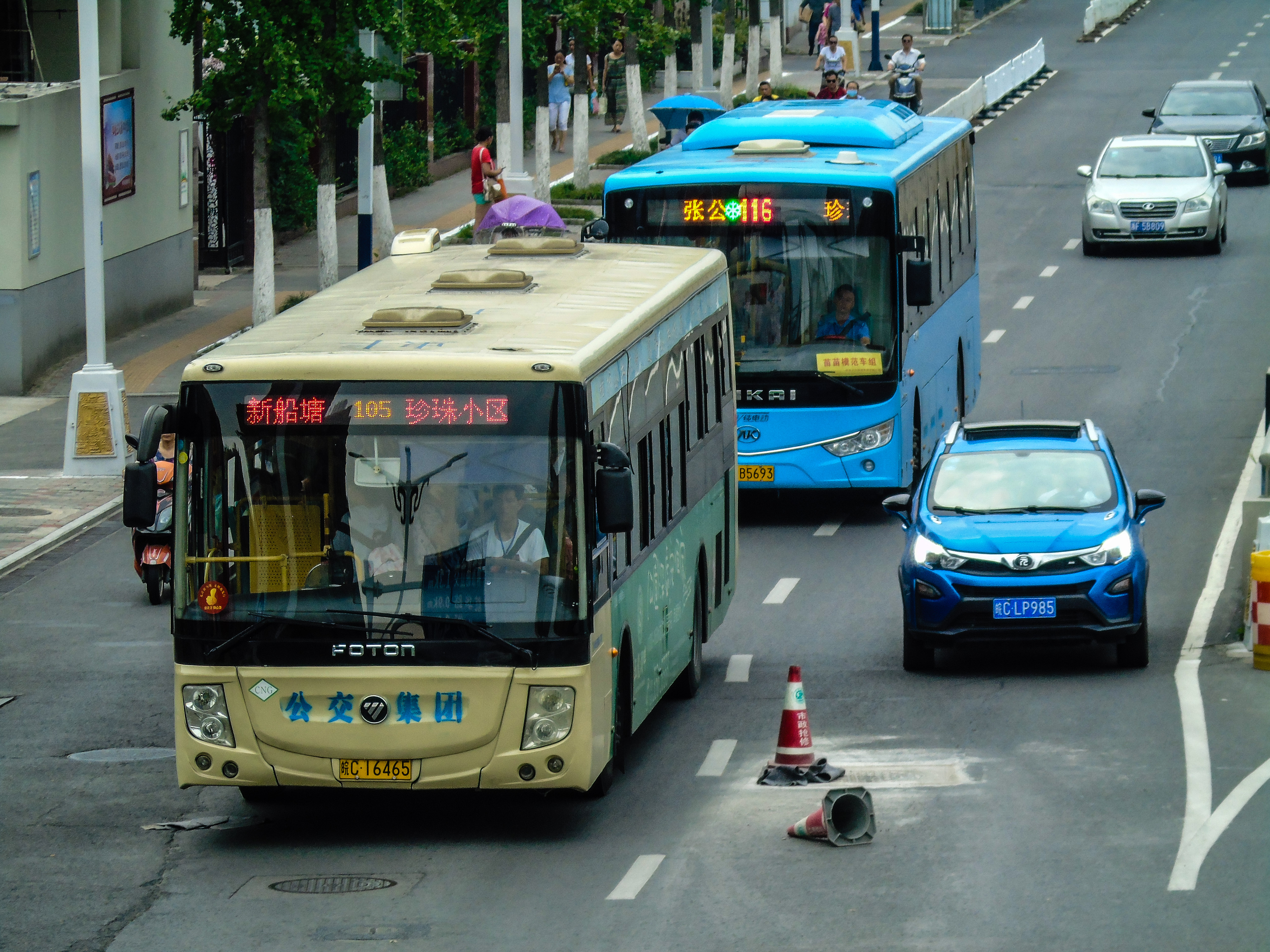
在中国大陆大部分地区，巴士驾驶员被要求使用安全带

2008年5月1日开始施行的《中华人民共和国道路交通安全法》，第五十一条规定：机动车行驶时，驾驶人、乘坐人员应当按规定使用安全带，摩托车驾驶人及乘坐人员应当按规定戴安全头盔。在中国大陆大部分地区，开车不系安全带的司机会被处以50元人民币（下同）罚款和记2分的处罚；乘客不系安全带则会被罚款50元人民币。但在某些地区，不系安全带的罚款金额较其他地区要高，如《广东省道路交通安全条例》第五十九条规定，车上人员不系安全带将被责令改正，并处警告或200元人民币的罚款。原则上，小车后座的乘客也是需要系安全带的，但是鉴于一些车的后座并没有配置安全带等原因，交警主要还是对驾驶员和副驾驶不系安全带的情况进行处罚。不过，广东省深圳市从2016年7月4日起，对不系安全带的后排乘客开罚。驾驶员一经被警察发现后排乘客不系安全带将被罚款，其中普通市区路段罚款200元，高速路和快速干线罚款500元。但新规只罚司机，不罚乘客，也因此引发争议，尤其是一些出租车、网约车司机对此处罚规定提出质疑。2019年8月29日，深圳市人大常委会表决通过修订后的《深圳经济特区道路交通安全违法行为处罚条例》，条例明确按照“谁不系罚谁”的理念，对不系安全带的人员进行处罚，即如乘客不系安全带，则对乘客处以罚款。修订后的《条例》自2019年11月1日起施行。而广东省内的珠海市和广州市则分别自2018年5月15日和2019年3月1日起，也对不系安全带的后排乘客开罚，但只罚司机。
另外，根据2017年3月25日实施的新《上海市道路交通管理条例》，规定后排乘客也要系好安全带，否则将被罚款。
而2019年11月1日起施行的新版《汽车客运站安全生产规范》明确乘坐客车的乘客也应系好安全带，否则不能驶出客运站。
2021年3月2日，中华人民共和国公安部副部长刘钊表示，将推动后排乘坐人员，即全员都要佩戴安全带。

#### 日本
《日本工業標準》於1966年3月1日起加入汽車用安全帶的規格標準。並於1969年4月1日起規定車輛需在駕駛座安裝安全帶。1973年及1975年各規定前座助手席及後座也需裝設安全帶。1994年起規定汽車需有未繫安全帶的警示系統。2012年7月1日起規定汽車需裝有供兒童安全座椅固定用的ISOFIX扣具。
1971年6月2日修正通過的《道路交通法》規定前座駕駛人及乘客有義務繫安全帶，但無罰則。1985年9月1日修法後規定行駛高速公路必須繫安全帶，否則受罰。1992年11月起擴及一般道路。2008年6月1日起規定所有座位乘客需繫安全帶，否則受罰。

### 美洲地區

#### 美國
- - 1968年規定汽車前座者均要安裝安全帶
  - 部分州規定後座乘客須繫安全帶

#### 加拿大
- - 規定汽車所有座者均要繫上安全帶
  - 小童必須使用加高座椅
  - 在安大略省，不繫上安全帶的乘客，如本身擁有駕駛牌照，會被扣分罰緩；如本身沒駕駛牌照，只會被罰緩，惟有關車輛司機會被扣分。

### 歐洲地區
- 英國：1989年要求後座孩童強制繫安全帶。1991年起所有後座乘客須繫安全帶。
- 德國：1984年起規定，前後座乘客均須繫安全帶（而有關修訂法例於1992年強制執行）。

### 大洋洲地區
- 澳洲：前後座乘客均須繫安全帶。